# بالاتون‌سنت‌دیوردی
بالاتون‌سنت‌دیوردی (به مجاری: Balatonszentgyörgy) یک شهرداری در مجارستان است که در ناحیه مارتسالی واقع شده‌است. بالاتونسنتگیورگی ۲۳٫۶۸ کیلومتر مربع مساحت و ۱٬۶۵۹ نفر جمعیت دارد.